# Злобин, Леонид Петрович
Леони́д Петро́вич Зло́бин (12 марта 1922, деревня Колошино, Вятская губерния — 20 декабря 2012, Сыктывкар, Республика Коми) — работник гражданской авиации СССР и России. Герой Социалистического Труда (1966).

## Биография
Родился 12 марта 1922 года в деревня Колошино (ныне в черте города Кирово-Чепецка Кировской области). Был старшим в крестьянской семье из пяти детей.
Трудовую биографию начал на строительстве Каринской узкоколейной железной дороги в 1940 году. После окончания школы поступил в Иркутское военное авиационно-техническое училище (ИВАТУ). С началом войны училище было реорганизовано в Иркутская военная школа авиационных механиков (ИВШАМ) с сокращением курса обучения с 3,5 лет до 1 года. После окончания школы в звании младшего сержанта механик Злобин был направлен на границу Маньчжоу-го. В связи с напряжённой обстановкой состав подразделения держал самолёты держали на круглосуточном подогреве дровами — температура доходила до минус 50—55°. В июне 1943 года был отобран для подготовки лётчиков из авиационных механиков. После окончания Омской лётной школы был направлен в лётный центр для переучивания в бомбардировочную авиацию. После обучения в нём получил направление в базировавшийся на территории Польши 7-й гвардейский Гатчинский краснознамённый полк авиации дальнего действия 54-й дивизии, позже участвовал в боевых действиях против Японии. После демобилизации в 1948 году начал работать в Кировском звене сыктывкарского отдельного отряда в качестве гражданского лётчика самолёта По-2.
В 1950 году, после постановления СМ СССР об усилении и развитии гражданской авиации, в Коми АССР начали поступать самолеты Ли-2. Злобин быстро освоил новую технику в качестве командира корабля, и в дальнейшем при поступлении новых типов самолётов (Ил-14, Ан-10, Ан-12, Ту-134А) одним из первых начинал летать на них командиром.
28 апреля 1966 года «за особые заслуги в развитии промышленности, транспорта, связи в Коми АССР» был удостоен звания Героя Социалистического труда, с вручением медали «Золотая звезда» и ордена Ленина.
Его общий налёт составил 22260 часов. В 1980 году по состоянию здоровья Л. П. Злобин ушёл с лётной работы и в качестве оператора наземной службы выполнял расшифровку записей «чёрных ящиков», записи магнитофонов экипажей после выполнения полётов экипажей. В 1987 году ушёл на заслуженный отдых.
Л. П. Злобин скончался 20 декабря 2012 года, в возрасте 90 лет

## Награды
- Герой Социалистического Труда (1966 год)
- Орден Ленина (1966 год)
- Орден Отечественной войны 2 степени[3]
- Медаль Жукова[3]
- знак «Отличник Аэрофлота»[3]